# December 2002
Dit artikel geeft een chronologisch overzicht van alle belangrijke gebeurtenissen per dag in de maand december van het jaar 2002.

## Gebeurtenissen

### 1 december
- Venezuela - Een brand in een discotheek in de hoofdstad Caracas kost aan zeker 47 mensen het leven. Plastic van de decoratie zorgt voor een grote rookontwikkeling, het overgrote deel van de slachtoffers komt door verstikking om het leven.

### 2 december
- Europese Unie - De Europese ministers van gezondheid besluit tot een verbod op reclame voor tabak.

### 3 december
- België - Philips Hasselt gaat ten gevolge van een reorganisatie bijna volledig dicht, enkel een afdeling die printplaten maakt wordt verkocht en blijft open. De sluiting is gepland voor eind 2003.

### 4 december
- Nederland - Tien filialen van het meubelconcern IKEA hebben de deuren gesloten na een bommelding. In drie filialen zijn verdachte pakjes aangetroffen, waarbij het in twee gevallen om een bompakket ging.

### 7 december
- Irak - Irak overhandigt een grote hoeveelheid documenten aan de VN om aan te tonen dat het land niet over atoomwapens, biologische wapens of chemische wapens beschikt.

### 8 december
- Nederland - Haitske van de Linde (22 jaar) verslaat Emile Ratelband en volgt Fred Teeven op als lijsttrekker van Leefbaar Nederland.

### 9 december
- Verenigde Staten - Het Amerikaanse luchtvaartbedrijf United Airlines laat zich failliet verklaren op basis van Chapter 11. Dit is vergelijkbaar met uitstel van betaling in Nederland.

### 13 december
- Europese Unie - De Europese Unie bereikt een akkoord over de toetreding van tien landen: Polen, Tsjechië, Hongarije, Slowakije, Slovenië, Estland, Letland, Litouwen, Malta en Cyprus. Deze landen treden toe op 1 mei 2004.

### 14 december
- Frankrijk - In Het Kanaal zinkt ter hoogte van Duinkerke, na een aanvaring met het containerschip Kariba van de Bahama's, het Noorse schip Tricolor met meer dan 2500 auto's aan boord. Omdat het schip ook 2000 ton (sommigen vermoeden nog meer) brandstof vervoert, wordt tevens een olie-alarm afgekondigd.

### 15 december
- In Aarhus winnen de Deense handbalsters voor de derde keer de Europese titel door in de finale Noorwegen met 25-22 te verslaan.

### 16 december
- Frankrijk - Een schip, de Nicolas, is 20 kilometer voor de kust in aanvaring gekomen met het op 14 december gezonken schip Tricolor.
- Israël - Doven ontvangen semafoons die door middel van trillingen en lichtjes hen waarschuwen als Irak in verband met de gebeurtenissen aldaar onverhoopt een raketaanval op Israël mocht uitvoeren.

### 19 december
- België - Prins Laurent, de jongste zoon van Koning Albert II en Koningin Paola, maakt zijn verloving bekend met Claire Coombs. De huwelijksplechtigheid zal plaatsvinden te Brussel op 12 april 2003.
- Zuid-Korea - Roh Moo-hyun wordt gekozen tot president van Zuid-Korea. Hij volgt Kim Dae Jung op.

### 24 december
- Nederland - De Hoge Raad bepaalt dat euthanasie bij levensmoeheid niet is toegestaan.

### 25 december
- Iran en Rusland sluiten een akkoord voor het bouwen van een kerncentrale in Zuid-Iran.

### 27 december
- Rusland - Een zelfmoordaanslag op het gebouw van de pro-Russische regering in Grozny, de hoofdstad van de Russische deelrepubliek Tsjetsjenië, heeft aan minstens 40 mensen het leven gekost. Met een vrachtwagen en een jeep volgeladen met springstof reden de daders door de zwaar bewaakte ingang voor het gebouw, alvorens deze tot ontploffing te brengen.
- Verenigde Staten van Amerika - Op een persconferentie in Miami meldt het bedrijf Clonaid dat op tweede kerstdag een menselijke kloonbaby is geboren, het meisje Eve zou een kloon zijn van haar 31-jarige Amerikaanse moeder. Bewijzen dat Eve daadwerkelijk een kloonbaby is zijn er nog niet.

### 29 december
- Kenia - In presidentsverkiezingen verliest de partij van president Daniel arap Moi, sinds de onafhankelijkheid in 1963 aan de macht, fors. Zijn beoogd opvolger Uhuru Kenyatta krijgt slechts 20% van de stemmen, tegen 63% voor tegenkandidaat Mwai Kibaki.

### 31 december
- België - De allerlaatste prent van het allerlaatste verhaal van het dagbladverschijnsel Nero verschijnt in de kranten De Standaard en Het Nieuwsblad. Na meer dan 50 jaar elke dag in de krant te zijn verschenen laat striptekenaar Marc Sleen (Ridder Marc Neels) zijn creatie en zichzelf op pensioen gaan.
- België - De allerlaatste gedrukte editie van het Belgisch Staatsblad rolt van de persen vanaf heden is deze enkel via Internet te raadplegen.
- China - De Transrapid tussen de stad Shanghai en het vliegveld maakt zijn eerste rit.

## Overleden
<< · januari · februari · maart · april · mei · juni · juli · augustus · september · oktober · november · december · >>